# Arnold Fibiger
Gustaw Arnold (I) Fibinger (* 16. Oktober 1847 in Kalisch, Kongresspolen; † 15. Juli 1915 in Warschau, damals Kaiserreich Russland) war ein deutsch-polnischer Klavierbauer, Unternehmer und Fabrikgründer.

## Leben
Fibinger entstammte einer aus Sachsen nach Kalisch eingewanderten Familie, die wie Dutzende andere auch dem Ruf der in der Zeit nach dem Wiener Kongress stark expandierenden Industrie im Westen des Zarenreiches folgte. Er machte sich 1876 mit einem Handwerksbetrieb selbständig.

## Firma

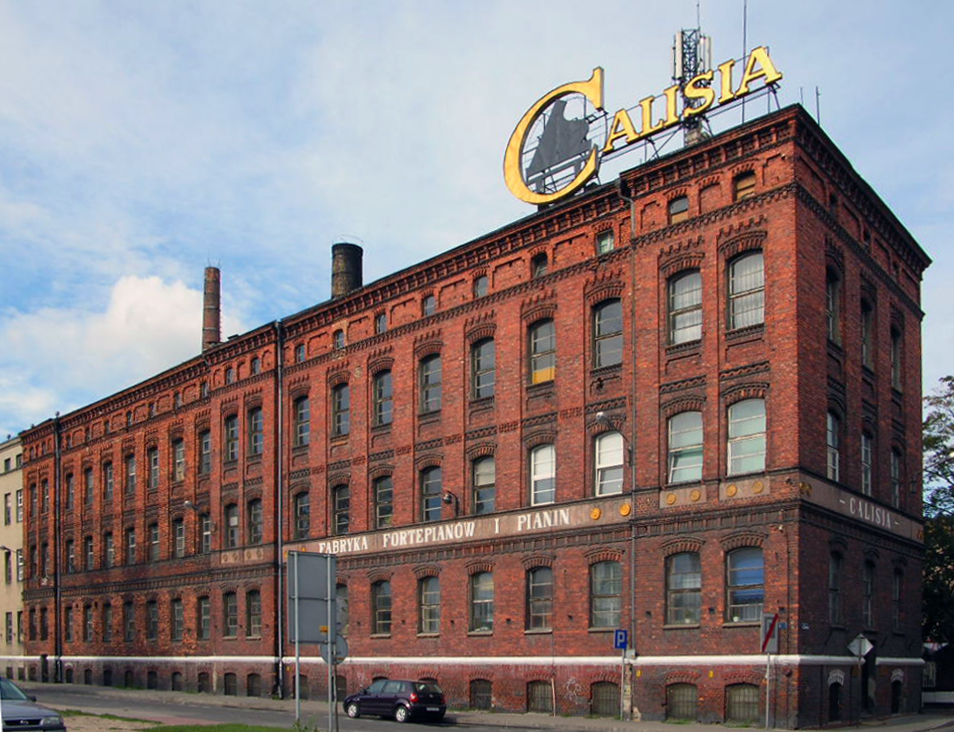
Arnold Fibigers ehemalige Fabrik in Kalisch

1878 gründete er die Fabryka Fortepianów i Pianin Arnold Fibiger w Kaliszu (Fabrik für Flügel und Klaviere Arnold Fibiger in Kalisch). Bis 1949 firmierte diese Fabrik unter diesem Namen und setzte nach der Verstaatlichung die Produktion mit dem Namen Calisia (lateinisch für Kalisch) bis 2007 fort. Im Jahre 2000 wurde Calisia von Warschauer Investoren gekauft. Die Investition von 2 Millionen Złoty konnte jedoch nicht verhindern, dass die Produktion 2007 eingestellt wurde. Seit 1991 steht das Fabrikgebäude unter Denkmalschutz, als eines der wenigen Gebäude der Stadt aus der Zeit vor den Kriegszerstörungen von 1914.

## Rezeption
Der Pianist Krystian Zimerman, der Gewinner des Internationalen Chopin-Wettbewerbs 1975, bezeichnete sein Calisia-Piano als das geeignetste für Auftritte mit Werken von Frédéric Chopin.